# Carl Ludwig Bachmann
Carl Ludwig Bachmann (Berlino, 1743 – 26 maggio 1809) è stato un gambista e liutaio tedesco.
È stato l'inventore della vite senza fine che ha sostituito i piroli di legno nei contrabbassi, permettendo di accordare con precisione gli strumenti.
Nato a Berlino nel 1743, ha suonato nella cappella reale dal 1765 e ha fondato i Liebhaberkonzerte a Berlino nel 1770, assieme a Franz Benda, al quale successe alla direzione dei concerti nel 1785. Nello stesso anno ha sposato la cantante e pianista Charlotte Caroline Wilhelmine Stöwe. 
Carl Ludwig ha anche lavorato nella liuteria del padre, Anton Bachmann (1716–1800), liutaio e violinista di corte. Intorno al 1778 ha introdotto una meccanica con vite senza fine per il contrabbasso, in sostituzione dei piroli. Un meccanismo analogo era già conosciuto in Francia, dove era stato sviluppato da Benoît Fleury nel 1766. Ha continuato da solo l'attività paterna nel 1791, anno nel quale ha lasciato al fratello Friedrich Wilhelm Bachmann (1749–1825) la direzione dei Liebhaberkonzerte.